# Ateliers d'ethnomusicologie
L'Ateliers d'ethnomusicologie (ADEM)  è un'associazione culturale dedicata alle danze e alla musica mondiale, fu fondata a Ginevra nel 1983. 
L'ADEM organizza concerti e festival, corsi, stage e attività per un pubblico giovane. Pubblica inoltre i Cahiers d'ethnomusicologie e sostiene i musicisti migranti che vivono nella regione. L'ADEM beneficia di un regolare sostegno finanziario della città e del canton Ginevra, nonché del fondo culturale Sud.

## Attività dell'associazione

### Editoria
- Cahiers d'ethnomusicologie

Dal 1988 l'ADEM pubblica i Cahiers d'ethnomusicologie, una rivista scientifica in lingua francese con distribuzione internazionale. Dal 1994 i Cahiers sono l'organismo scientifico della Società Francese di Etnomusicologia (SFE). Ogni volume è incentrato su un dossier tematico, al quale contribuiscono i migliori specialisti della disciplina. Questi file sono integrati da sezioni di interesse generale, interviste, ritratti e relazioni. Dal 2011 la rivista è disponibile online e in libero accesso sul portale OpenEdition Journals.

### Festivals e concerti
L'ADEM ogni anno organizza numerosi concerti e festival tematici. La maggior parte degli spettacoli è completata da film, conferenze, workshop e attività per un pubblico giovane.
L'ADEM collabora regolarmente con l'A.M.R. (Association pour la musique improvisée), nell'ambito della serie mensile di concerti "Ethno Fridays" e con il Museo Etnografico di Ginevra (MEG), che ospita alcune mostre nel suo Auditorium.
L'ADEM è anche partner di numerosi eventi della vita culturale di Ginevra, tra cui la Fête de la Musique, il festival Antigel e l'Aubes musicales ai Bains des Pâquis.